# Trachyopella aposterni
Trachyopella aposterni är en tvåvingeart som beskrevs av Marshall 1990. Trachyopella aposterni ingår i släktet Trachyopella och familjen hoppflugor. Inga underarter finns listade i Catalogue of Life.